# Josip Debeljak
Josip Debeljak (27. listopadu 1902, Orešje, Rakousko-Uhersko – 15. října 1931, Záhřeb, Království Jugoslávie) byl jeden ze sedmi sekretářů organizace SKOJ (Svaz komunistické mládeže Jugoslávie). Povoláním byl pekař.
Debeljak se narodil v chorvatském Záhoří. V roce 1921 v Záhřebu vstoupil do organizace SKOJ, o dva roky později se stal členem komunistické strany. Byl členem vedení Odborů pekařských pracovníků a místní organizace KSJ pro Záhřeb. Na 4. kongresu SKJ v Drážďanech v roce 1928 byl vybrán za člena Ústředního výboru Komunistické strany Jugoslávie a sekretáře Ústředního výboru SKOJ.
Debeljak měl být zatčen v říjnu 1931 během nelegálního setkání komunistů v hospodě Priroda v Záhřebu. Během přestřelky s policií zbil a zabil policejního agenta Dotliće, před bezpečnostními složkami ale unikl. Nedlouho poté jej jugoslávská policie našla v jednom záhřebském bytě a přímo na místě zastřelila spolu s Josipem Adamićem, dalším jugoslávským komunistou. Po druhé světové válce jeho ostatky vládnoucí komunisté přenesli na hřbitov Mirogoj.